# Obwód Puławy Armii Krajowej
Obwód Puławy – jednostka terytorialna Związku Walki Zbrojnej, a następnie Armii Krajowej.

## Powstanie
W latach 1940–1941 kadry konspiracyjne obwodu puławskiego zostały znacznie przetrzebione przez kilka fal aresztowań. Dotknęły one zwłaszcza obywateli najbardziej znanych i zasłużonych dla II RP, którzy przed inwazją niemiecko-sowiecką piastowali eksponowane stanowiska w administracji lub edukacji. Skutkiem tego aż do kwietnia 1942 r. komenda okręgu lubelskiego AK traktowała Puławy jako obwód najbardziej niebezpieczny dla polskiego ruchu oporu.

## Rozwój
Dopiero, gdy komendantem obwodu został kpt. sł. st. Stanisław Kowalski ps. „Konrad” (marzec 1941 r.), a następnie kpt. sł. st. Zygmunt Żyłka-Żebracki ps. „Żeliwa” (sierpień 1942 r.) zdołano wdrożyć wyrafinowane procedury bezpieczeństwa i wojskową dyscyplinę w każdym zakresie aktywności. Usprawniono współpracę między wszystkimi podobwodami: „A” Dęblin, „B” Puławy, „C” Opole Lubelskie. Z kolei dowódcy podobwodów sukcesywnie wzmacniali jednostki każdego z podległych im 13 rejonów: 1- Sobolew i Maciejowice; 2- Żelechów; 3- Trojanów i Kłoczew; 4- Ryki i Ułęż; 5- Trojanów i Kłoczew; 6- Żyrzyn, Gołąb i Baranów; 7- Kurów, Markuszów i Garbów; 8- Puławy i Końskowola; 9- Kazimierz Dolny i Celejów; 10- Nałęczów i Wąwolnica; 11- Karczmiska i Szczekarków; 12- Opole Lubelskie i Godów; 13- Rybitwy i Kamień.
Wszyscy dowódcy od Inspektoratu Puławy do podobwodów byli zawodowymi oficerami służby czynnej. W poszczególnych rejonach dowództwo objęli głównie oficerowie rezerwy, odpowiadający w sumie od połowy 1944r za ponad 6 tysięcy zaprzysiężonych żołnierzy. Znaczna większość kadr sztabowych przetrwała bez uszczerbku aż do nadejścia okupacji sowieckiej, co w porównaniu do strat w innych obwodach AK prezentowało się bardzo dobrze.
Przed Akcją „Burza” cały inspektorat puławski tj. Obwód Puławy i Obwód Kraśnik utworzyły zawiązki przyszłego 15 pułku piechoty. Nawiązały tym samym bezpośrednio do przedwojennego 15 pp „Wilków”, stacjonującego w Dęblinie od sierpnia 1921 r. W maju 1944 r. na bazie OP 15 oficjalnie uformowano następujące cztery jednostki bojowe:
1. OP 15/1 (OP 15pp/1) Dow. ppor. rez. art. Marian Bernaciak ps. „Orlik”
2. OP 15/2 (OP 15pp/2) Dow. ppor. Marian Sikora ps. „Przepiórka”
3. OP 15/3 (OP 15pp/3) Dow. por. rez. Jan Zdzisław Targosiński „Hektor”, ppor. rez. Bohdan Zawadzki ps. „Orkan”, ppor. rez. Bronisław Kozuń ps. „Turnus”
4. OP 15/4 (OP 15pp/4) Dow. ppor. rez. art. Bolesław Frańczak ps. „Argil”

## Rozpad
Oddziały te według planu odtwarzania sił zbrojnych (OSP) miały stać się podstawami do budowy 1., 2., 3. i 4. kompanii I batalionu 15 Pułku Piechoty „Wilków”. Niestety, nadchodzący okupant sowiecki skutecznie uniemożliwił powstawanie takich jednostek systematycznie aresztując lub likwidując dowódców i prześladując szeregowych żołnierzy, dla których często jedynym ratunkiem była walka z Niemcami pod stalinowskim dowództwem w LWP.
Do Oddziałów Partyzanckich 15 Pułku Piechoty „Wilków” AK zaliczany był również oddział Stanisława Łokuciewskiego „Małego”, operujący na terenie Obwodu Kraśnik AK, który wchodził w skład Inspektoratu Puławy AK.